# Middlesbrough F.C.
Middlesbrough Football Club (wym. [ˈmɪdəlzbrə]) – angielski klub piłkarski znany również pod pseudonimem Boro, założony w Middlesbrough w 1876 roku. Od 1995 roku gra na obecnym obiekcie, Riverside Stadium. Poprzednim domem piłkarzy był Ayresome Park, gdzie grali prawie przez 92 lata, od 1903 do 1995.
Klub był jednym z założycieli Premier League, która została powołana w 1992 roku. Głównymi rywalami są Sunderland i Newcastle United. Tradycyjnymi barwami klubu są czerwony i biały.
Middlesbrough w 2004 roku wygrało Puchar Ligi, jest to jego pierwsze i jedyne główne trofeum jakie posiada klub. Najwyższym osiągnięciem było dotarcie w 2006 roku do Finał Pucharu UEFA, w którym to zmierzyli się z hiszpańskim zespołem Sevilla FC, ulegając mu 0:4. 24 maja 2009 r. Middlesbrough spadło do Championship, nie podtrzymując serii 11-sezonów w Premier League. Od sezonu 1997/98 do 2008/09 zespół nieprzerwanie grał bowiem w Premiership, po czym spadł do Championship. W 2016 Middlesbrough powróciło do najwyższej klasy rozgrywkowej.
Steve McClaren, były trener reprezentacji Anglii, zanim objął drużynę narodową, pracował w Middlesbrough w latach 2001-2006.

## Statystyki klubowe
Sukcesy:
- Puchar Ligi Angielskiej: 2003/2004
- finalista Pucharu Anglii: 1996/1997
- finalista Pucharu Ligi Angielskiej: 1996/1997, 1997/1998
- finalista Pucharu UEFA: 2005/2006

Najwięcej występów:
 Tim Williamson - 602
Najwięcej bramek:
 George Camsell - 345
Najwyższe zwycięstwo:
11-0 ze Scarborough F.C. - 4 października 1890 roku
Najwyższe zwycięstwo w Premiership:
8-1 z Manchester City - 11 maja 2008 roku
Najwyższa porażka w Premiership:
0-7 z Arsenalem - 14 stycznia 2006 roku

## Producenci strojów
- 1976-1977 - Bukta
- 1977-1983 - Adidas
- 1984-1987 - Hummel
- 1987-1992 - Skill
- 1992-1994 - Admiral
- 1994-2009 - Errea
- 2009-obecnie - Adidas

## Sponsorzy widniejący na strojach
- 1980–1982 – Datsun Cleveland
- 1982–1984 – McLean Homes
- 1984–1986 – Camerons
- 1986–1988 – Dickens
- 1988–1990 – Heritage Hampers
- 1990–1992 – Evening Gazette
- 1992–1994 – ICI
- 1994–1995 – Dickens
- 1995–2002 – Cellnet/BT Cellnet
- 2002–2004 – Dial a Phone
- 2004–2007 – 888.com
- 2007–2010 – Garmin
- 2010-2010 – Wiring Services
- 2011–obecnie – Ramsdens

## Stadion
- Nazwa: Riverside Stadium
- Pojemność: 34 988
- Inauguracja: 1995
- Wymiary boiska: 105 x 68 m

Riverside Stadium, nazwa stadionu została wybrana w głosowaniu przez kibiców klubu, stał się domem klubu w 1995 roku. Obiekt kosztował 16 milionów funtów i pierwotnie mógł pomieścić 30 000 osób. W 1998 roku stadion został rozbudowany do pojemności 35 100 za cenę 5 milionów funtów. Obecnie pojemność stadionu wynosi 34 988 miejsc.

## Trenerzy
- John Robson (1899-1905)
- Alex Mackie (1905-1906)
- Andy Aitken (1906-1909)
- J Gunter (1909-1910)
- Andy Walker (1910-1911)
- Tom McIntosh (1911-1919)
- Jimmy Howie (1920-1923)
- Herbert Bamlett (1923-1926)
- Peter McWilliam (1927-1934)
- Wilf Gollow (1934-1944)
- David Jack (1944-1952)
- Walter Rowley (1952-1954)
- Bob Dennison (1954-1963)
- Raich Carter (1963-1966)
- Stan Anderson (1966-1973)
- Jack Charlton (1973-1977)
- John Neal (1977-1981)
- Bobby Murdoch (1981-1982)
- Malcolm Allison (1982-1984)
- Willie Maddren (1984-1986)
- Bruce Rioch (1986-1990)
- Colin Todd (1990-1991)
- Lennie Lawrence (1991-1994)
- Bryan Robson (1994-2001)
- Bryan Robson i Terry Venables (2001)
- Steve McClaren (2001-2006)
- Gareth Southgate (2006-2009)
- Gordon Strachan (2009-2010)
- Tony Mowbray (2010-2013)
- Aitor Karanka (2013-2017)
- Steve Agnew (2017)
- Garry Monk (2017)
- Tony Pulis (2017−2019)
- Jonathan Woodgate (2019-2020)
- Neil Warnock (2020-2021)
- Chris Wilder (2021-2022)
- Michael Carrick (od 2022)

## Obecny skład
Stan na 8 sierpnia 2018
| Nr | Poz. | Piłkarz                    |
| -- | ---- | -------------------------- |
| 1  | BR   | Dimitrios Konstandopulos   |
| 3  | OB   | George Friend              |
| 4  | OB   | Daniel Ayala               |
| 5  | OB   | Ryan Shotton               |
| 7  | PO   | Grant Leadbitter (kapitan) |
| 8  | PO   | Adam Clayton               |
| 9  | NA   | Britt Assombalonga         |
| 10 | NA   | Martin Braithwaite         |
| 12 | BR   | Connor Ripley              |
| 15 | PO   | Julien De Sart             |
| 16 | PO   | Jonathan Howson            |
| 17 | OB   | Paddy McNair               |
| 18 | NA   | Ashley Fletcher            |

| Nr | Poz. | Piłkarz          |
| -- | ---- | ---------------- |
| 19 | PO   | Stewart Downing  |
| 20 | OB   | Dael Fry         |
| 21 | PO   | Marvin Johnson   |
| 23 | BR   | Darren Randolph  |
| 24 | OB   | Aden Flint       |
| 25 | OB   | Nathan Wood      |
| 26 | PO   | Lewis Wing       |
| 27 | PO   | Harrison Chapman |
| 28 | PO   | Marcus Tavernier |
| 31 | BR   | Andy Lonergan    |
| 34 | OB   | Enes Mahmutovic  |
| 39 | NA   | Rudy Gestede     |

### Piłkarze na wypożyczeniu
| Nr | Poz. | Piłkarz |
| -- | ---- | ------- |

## Europejskie puchary
Legenda do wszystkich tabel:
- Q – runda eliminacyjna, 1/16, 1/8, 1/4, 1/2 – odpowiednia faza rozgrywek, Grupa – runda grupowa, 1r gr – pierwsza runda grupowa, 2r gr – druga runda grupowa, F – finał, R – runda, PO – play-off
- k. – rzuty karne, los. – losowanie, Dogr. – dogrywka, w. – zasada bramek strzelonych na wyjeździe

| Sezon   | Rozgrywki   | Runda   | Klub                    | Dom     | Wyjazd  | Ogólnie    |
| ------- | ----------- | ------- | ----------------------- | ------- | ------- | ---------- |
| 2004/05 | Puchar UEFA | 1R      | Baník Ostrava           | 3–0     | 1–1     | 4–1        |
| 2004/05 | Puchar UEFA | Grupa E | AO Egaleo               |         | 1–0     | 1. miejsce |
| 2004/05 | Puchar UEFA | Grupa E | S.S. Lazio              | 2–0     |         | 1. miejsce |
| 2004/05 | Puchar UEFA | Grupa E | Villarreal CF           |         | 0–2     | 1. miejsce |
| 2004/05 | Puchar UEFA | Grupa E | Partizan                | 3–0     |         | 1. miejsce |
| 2004/05 | Puchar UEFA | 1/16    | Grazer                  | 2–1     | 2–2     | 4–3        |
| 2004/05 | Puchar UEFA | 1/8     | Sporting CP             | 2–3     | 0–1     | 2–4        |
| 2005/06 | Puchar UEFA | 1R      | Skoda Ksanti            | 2–0     | 0–0     | 2–0        |
| 2005/06 | Puchar UEFA | Grupa D | Grasshopper Club        |         | 1–0     | 1. miejsce |
| 2005/06 | Puchar UEFA | Grupa D | Dnipro Dniepropietrowsk | 3–0     |         | 1. miejsce |
| 2005/06 | Puchar UEFA | Grupa D | AZ Alkmaar              |         | 0–0     | 1. miejsce |
| 2005/06 | Puchar UEFA | Grupa D | Litex Łowecz            | 2–0     |         | 1. miejsce |
| 2005/06 | Puchar UEFA | 1/16    | VfB Stuttgart           | 0–1     | 2–1     | 2–2, w.    |
| 2005/06 | Puchar UEFA | 1/8     | AS Roma                 | 1–0     | 1–2     | 2–2, w.    |
| 2005/06 | Puchar UEFA | 1/4     | FC Basel                | 0–2     | 4–1     | 4–3        |
| 2005/06 | Puchar UEFA | 1/2     | Steaua Bukareszt        | 4–2     | 0–1     | 4–3        |
| 2005/06 | Puchar UEFA | F       | Sevilla FC              | 0–4 (N) | 0–4 (N) | 0–4 (N)    |